# Artur Fischer
Pour les articles homonymes, voir Fischer.
Artur Fischer (né le 31 décembre 1919 à Tumlingen et mort dans cette même localité le 27 janvier 2016) est un inventeur allemand. Il est surtout connu pour avoir inventé la cheville expansible en plastique.

## Biographie
Pendant la Seconde Guerre mondiale, Fischer travaille comme mécanicien d'aéronefs et il survit à la bataille de Stalingrad, partant dans le dernier avion. Plus tard dans la guerre, il est capturé en Italie et envoyé dans un camp de prisonniers de guerre en Angleterre. Après son retour dans sa ville natale en 1946, il trouve du travail comme assistant dans une société d'ingénierie et commence à fabriquer des briquets et des interrupteurs à partir de ferraille militaire.
En 1948, il fonde sa propre entreprise, le groupe spécialisé dans le bricolage Fischerwerke (en).

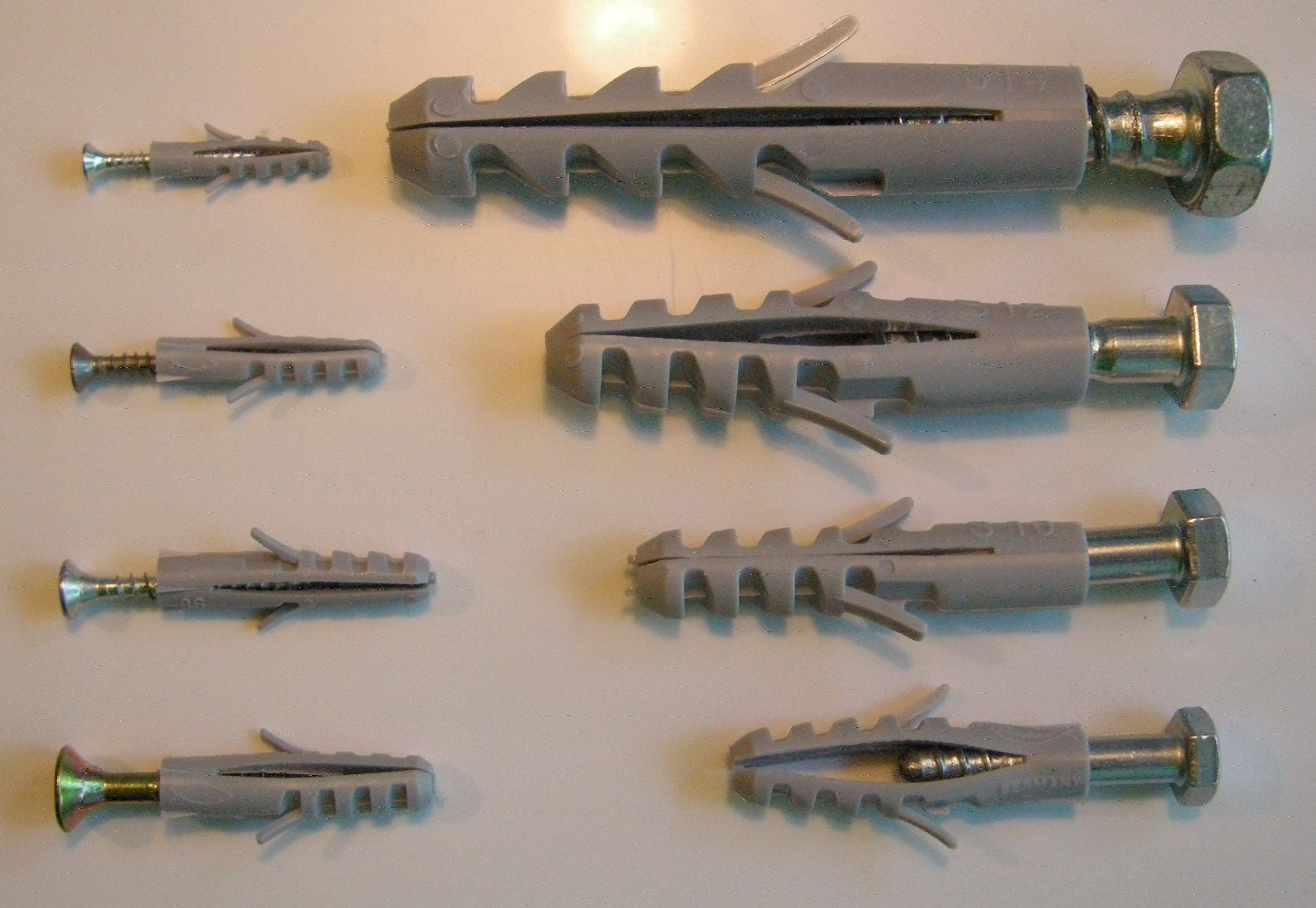
Chevilles expansibles en plastique typiques de Fischer.